# Université du Nebraska à Lincoln
L'université du Nebraska à Lincoln est une université américaine située dans la ville de Lincoln, au Nebraska, aux États-Unis. Elle a été fondée en 1869, et compte plus de 22 000 élèves en cycles undergraduate et postgraduate avec un grand campus 2,5 km2.

## Personnalités liées à l'université
- Warren Buffet
- Patricia Danzi, ancienne athlète devenue fonctionnaire fédérale
- Sylvia Wiegand (1945-), mathématicienne